# マルギト・ベルンハルト
マルギト・ベルンハルト（ドイツ語: Margit Bernhardt、1897年 - 没年不明）は、ドイツ出身のフィギュアスケート選手（女子シングル）。1928年サンモリッツオリンピックドイツ代表。

## 主な戦績
| 大会/年      | 1927-28 |
| ------------ | ------- |
| オリンピック | 12      |